# Aleko Lilius
Aleko Axel August Eugen Lilius, född 2 april 1890 i Sankt Petersburg, död 24 juni 1977 i Helsingfors, ryskfödd upptäcktsresande, affärsman, diplomat, författare, journalist och fotograf av finsk, svensk och rysk härkomst. Han var uppväxt i Finland. Under sitt yrkesaktiva liv hade han amerikanskt medborgarskap. Hans far var senior översättare för Finlands senat och tjänstgjorde som stabskapten vid Izmajlovskijregementet. Hans mor var Natalia Starck som föddes i Kaukasus och var dotter till generalmajor Julius Starck.. Lilius har beskrivits som en engelsk journalist, en rysk finländare, en amerikan av finskt ursprung, en svensk journalist och äventyrare och en orädd amerikansk journalist. Han är författaren till I Sailed with Chinese Pirates, en redogörelse för den tid han tillbringade bland pirater i Sydkinesiska havet.

## Biografi
Före första världskriget var Lilius en företagsam affärsman vars färgstarka bedrifter väckte stor publicitet. År 1916 var Lilius den högst beskattade privatpersonen i Finland som privatbankman som ägde Privatbanken i Helsingfors, men under de därpå följande ekonomiskt svåra tiderna i Finland gick det utför för Handelshuset A. Lilius och i maj 1919 gick bankirfirman A. Lilius i konkurs. 
1919 skrev Aleko Lilius manus till filmen På jakt efter en Venus eller En ung mans underbara vägar och spelade själv huvudrollen. 
Under 1920- och 30-talen verkade Lilius som utrikeskorrespondent i Mexiko, Asien och Afrika. I Mexiko arbetade han bl.a. tillsammans med lingvisten Rudolf Schuller. 
Under 1920-talet arbetade han med lingvisten Rudolf Schuller som fotograf i Mexiko. På 1930-talet bodde Lilius i USA och bodde i Armour-Stiner Octagon House i Irvington, New York.
Lilius författarskap baserades på hans omfattande resor på platser som Kina, Marocko och Mexiko. Det första omnämnandet av Lilius som författare är som författare till manuset till den finska filmen Venusta etsimässä eli erään nuoren miehen ihmeelliset seikkailut från 1919, På jakt efter Venus eller En ung mans underbara äventyr. Han utforskade mycket av Amerika, Kina, Nordafrika och Sydafrika, innan han slog sig ner ett tag i Filippinerna. I Kina 1927 räddade han resterna av den amerikanska flaggan från det plundrade amerikanska konsulatet i Nanking.
Medan han var i Filippinerna deltog han i ett projekt för att fotografera Bugkalot-stammen. Under 1920- och 1930-talen arbetade Lilius som utrikeskorrespondent i Asien och Nordafrika. 
Lilius stämde ett filippinskt järnvägsföretag efter att bilen som han och hans familj färdades i hade blivit påkörd av ett lokomotiv 1931. Trots att han vann stämningen i en lägre domstol överklagade järnvägsbolaget till Högsta domstolen. Lilius lyckades återigen och belönades med P30 865.
På 1950-talet bodde han i Marocko och skrev då bl.a. boken Lady Jaguar.
1958 bosatte han sig Helsingfors och ägnade sig åt journalistisk verksamhet och måleri, samt affärsverksamhet inom ramen för agenturfirman Oy Aleko Lilius Co Ab.
Lilius var med i tv-programmet Hylands hörna den 29 oktober 1966.

## Böcker
Lady Jaguar tecknar ett porträtt av ett Marocko i förändring under ett ostadigt franskt styre. Lilius träffar terrorister och en muslimsk reformator, handlar med juveler och beskriver den politiska situationen i landet. Titeln syftar på en mytomspunnen smugglardrottning i Tanger, som Lilius träffade personligen.